# Стеван Рељић
Стеван Рељић (рођен 31. марта 1986. у Пљевљима) је бивши црногорски фудбалер.